# Саянское муниципальное образование (Иркутская область)
Саянское муниципальное образование — сельское поселение в 
Черемховском районе Иркутской области России.
Административный центр — село Саянское.

## Население
| 2010 | 2011  | 2012  | 2013  | 2014 | 2015 | 2016 |
| ---- | ----- | ----- | ----- | ---- | ---- | ---- |
| 1047 | ↘1044 | ↘1029 | ↘1005 | ↘976 | ↘967 | ↘962 |
| 2017 |       |       |       |      |      |      |
| ↘947 |       |       |       |      |      |      |

## Состав сельского поселения
В состав муниципального образования входят населенные пункты:
| № | Населённый пункт | Тип населённого пункта       | Население |
| - | ---------------- | ---------------------------- | --------- |
| 1 | Жалгай           | деревня                      | ↘179      |
| 2 | Индон            | участок                      | ↘44       |
| 3 | Красный Брод     | деревня                      | →137      |
| 4 | Саянское         | село, административный центр | ↘494      |
| 5 | Хандагай         | деревня                      | ↘175      |